# Anaphes flavipes
Espèce
Anaphes flavipes est une espèce d'insectes hyménoptères de la famille des Mymaridae, originaire d'Europe. C'est une minuscule guêpe (0,75 mm de long) parasitoïde qui parasite les œufs de diverses espèces de chrysomèles, notamment Oulema melanopus (criocère des céréales), qui est son hôte principal, Oulema gallaeciana (léma du lichen), Lema collaris et Lema trilineata (chrysomèle rayée de la pomme de terre).
Cette espèce a été introduite aux États-Unis en 1965 pour être utilisée dans un programme de lutte biologique contre le criocère des céréales, insecte ravageur des céréales également introduit d'Europe.